# Tillandsia curvifolia
Tillandsia curvifolia är en gräsväxtart som först beskrevs av Renate Ehlers och Werner Rauh, och fick sitt nu gällande namn av Renate Ehlers. Tillandsia curvifolia ingår i släktet Tillandsia och familjen Bromeliaceae. Inga underarter finns listade i Catalogue of Life.